# Bacteracris
Bacteracris is een geslacht van rechtvleugeligen uit de familie Lentulidae. De wetenschappelijke naam van dit geslacht is voor het eerst geldig gepubliceerd in 1956 door Dirsh.

## Soorten
Het geslacht Bacteracris  is monotypisch en omvat slechts de volgende soort:
- Bacteracris antennata (Dirsh, 1956)